# Victor Gerniers (Anzegem)
Victor Gerniers (Kortrijk, 11 juni 1938) is een Belgische politicus. Hij was van 1998 tot 2012 burgemeester van Anzegem.

## Biografie
Na zijn schooltijd volgde Gerniers aanvullend hoger onderwijs, waar hij Landbouw studeerde. Hij werkte als landbouwer.
Gerniers ging in de gemeentepolitiek in Anzegem, waar hij schepen werd. In 1998 werd hij halverwege de legislatuur burgemeester van Anzegem, in opvolging van ontslagnemend burgemeester Pierre Standaert. Gerniers werd herkozen bij de gemeenteraadsverkiezingen van 2000 en 2006.
Na die laatste verkiezingen kon Gerniers pas na een half jaar benoemd worden. In 2006 beschuldigde de toenmalige voorzitter van de lokale VLD, Johan Delrue, Gerniers van fraude. Tegen een groot bouwproject waren door het schepencollege en de administratie Ruimtelijke Ordening bezwaren aangetekend, maar Delrue beschuldigde Gerniers ervan dat hij steekpenningen had ontvangen om de bouwvergunning toch goed te keuren. Hier werden geen bewijzen van gevonden en Gerniers kon uiteindelijk benoemd worden tot burgemeester. De lokale VLD verplichtte Delrue ontslag te nemen als voorzitter.
Hij werd in 2012 benoemd tot Ridder in de Orde van Leopold II.
Bij de gemeenteraadsverkiezingen van 2012 haalde de partij van Gerniers op een zetel na de absolute meerderheid. Gerniers zelf haalde bijna 3000 voorkeurstemmen. Hij werd echter aan de kant geschoven door een coalitie van alle andere partijen.